# 松井新三郎
松井新三郎（まつい しんさぶろう、生年未詳 - 永禄8年5月19日（1565年6月17日））は、戦国時代の武将。松井長之（越前守）の三男。松井正之（山城守）の弟。松井康之（佐渡守）の叔父。

## 生涯
松井氏は新三郎の祖父の松井宗富（信濃守）以来、室町幕府に重臣として仕えた家だという。新三郎は将軍足利義晴、義輝の代に仕えた。
永禄8年（1565年）5月19日朝、三好家の家老、松永久秀の子の義久と三好三人衆らは謀反を起こし、足利義輝の二条御所、武衛陣（現 上京区武衛陣町）を攻撃した（永禄の変）。新三郎は義輝に付き添い、義輝や荒川治部少輔、細川隆是、武田輝信他とともに討死した 。この変の際、長兄の正之の長男勝之が殉死し、二男の康之が松井家の家督を継いだ（『松井家譜』） 。